# 道の駅上品の郷
道の駅上品の郷（みちのえき じょうぼんのさと）は、宮城県石巻市にある国道45号の道の駅である。
2004年（平成16年）8月9日に道の駅に登録、2005年（平成17年）3月26日に開駅した。関・空間設計の設計であり、日本建築学会東北支部から同年度の東北建築賞作品賞を受賞した。

## 施設
- 駐車場
  - 普通車：231台
  - 大型車：11台
  - 身障者用：3台
- トイレ
  - 男：大 3器（3器）、小 24器（10器）
  - 女：18器（10器）
  - 身障者用：4器（2器）

※（）内は、24時間利用可能
- 公衆電話：2台
- 一般休憩施設（6:00 - 22:00）
- 農産物直売所
- レストラン（9:00 - 20:00、ラストオーダー19:30）
- コンビニエンスストア（ヤマザキショップ、6:00 - 22:00）
- 温泉保養施設「ふたごの湯」（9:00 - 21:00 最終入館20:30）

## 休館日
- 年中無休

## アクセス
- 国道45号 - 登録路線
- E45 三陸沿岸道路・河北ICから約800m

最寄り駅・バス停
- 「上品の郷」停留所
  - 河北線（ミヤコーバス）
    - 石巻あゆみ野駅 - イオンモール石巻 - 鹿又駅前 - 上品の郷 - 飯野川

  - 高速バスとよま線（東日本急行）仙台駅前・県庁市役所前行
- 石巻住民バス
  - 雄勝地区住民バス（上品の郷 - 入釜谷 -  雄勝地区内）
  - 河北地区住民バス（上品の郷 - 河北地区内の全7コース）
  - 北上地区住民バス（上品の郷 - 飯野川 - 北上小前 - 北上中学校 - 相川 - 神割崎入口）
  - 桃生地区住民バス（上品の郷 - 桃生総合支所）

## 周辺
- 鹿又駅
- 沢田山
- 上品山
- 宮城県道196号神取河北線
- 北上川
- 旧北上川
- 宮城県道30号河北桃生線
- 石巻市立河北中学校